# Вассе (Нідерланди)
Вассе (нід. Vasse) — село в нідерландській провінції Оверейсел неподалік кордону з Німеччиною. Входить до муніципалітету Тюбберген.
Його площа становить 25,88 км², а населення станом на 2021 рік складало 1 595 осіб.
Перша згадка про населений пункт датується кінцем 10-го сторіччя.

## Галерея

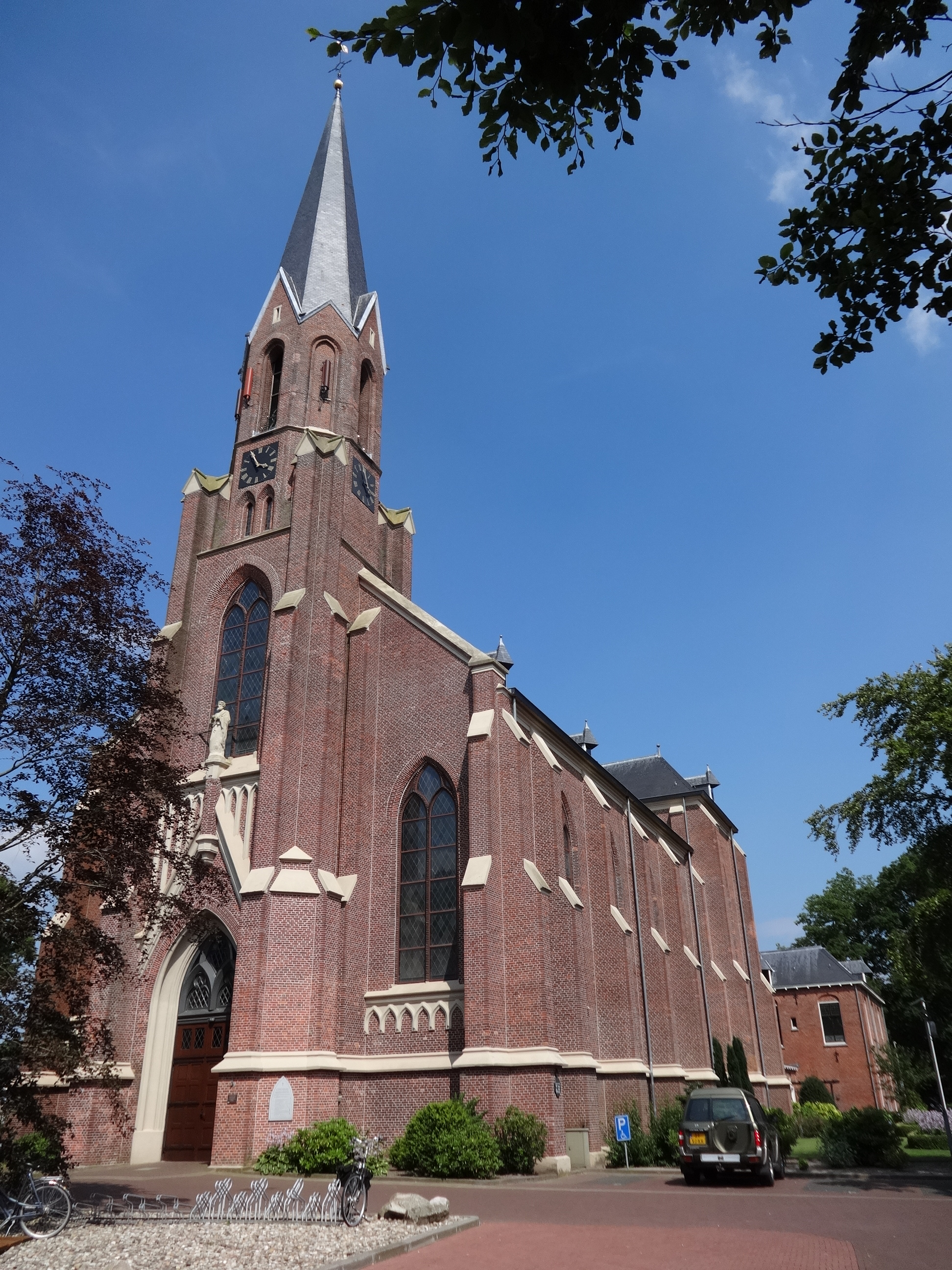
Сільська церква
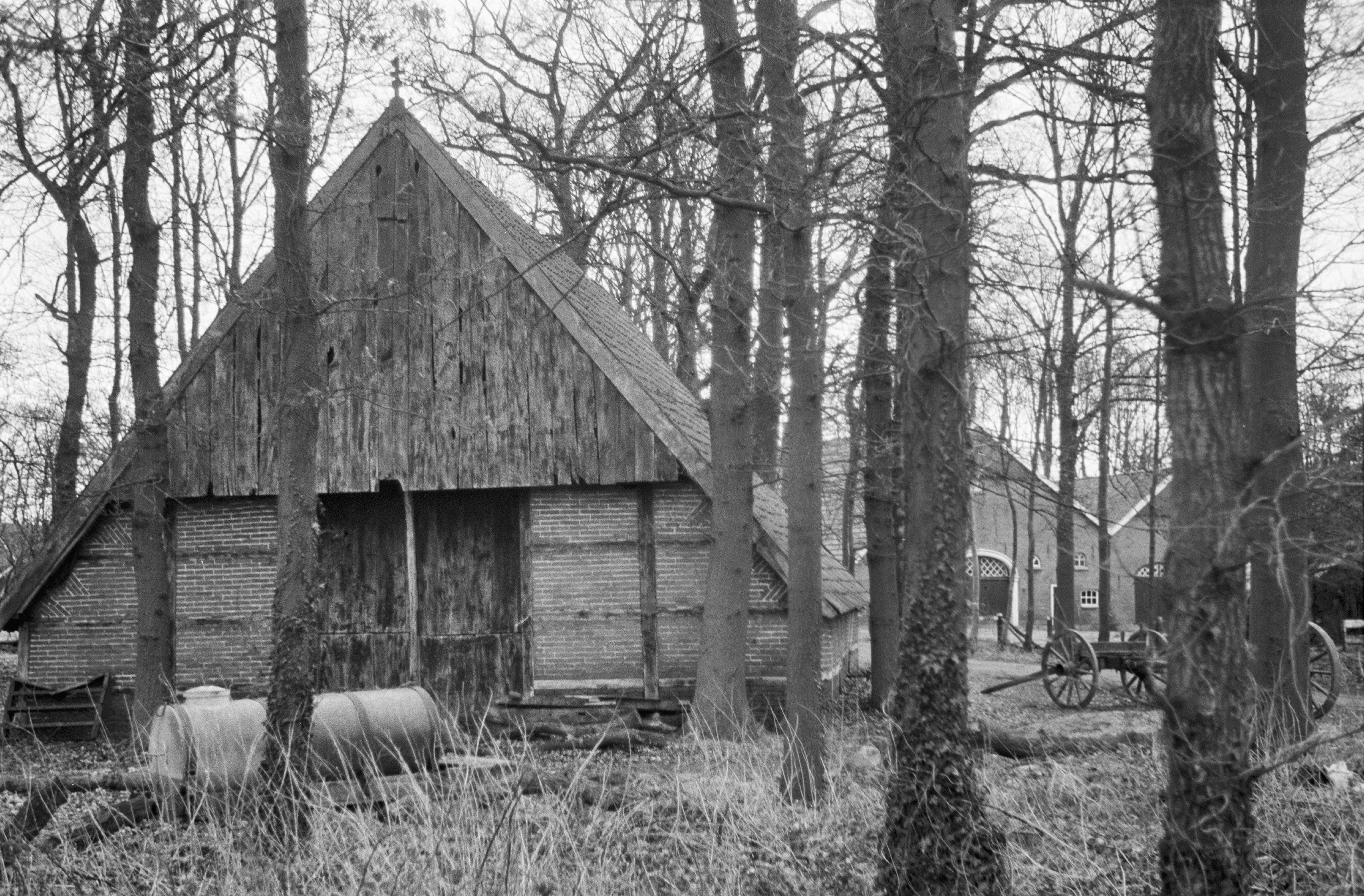
Дерев'яна стодола
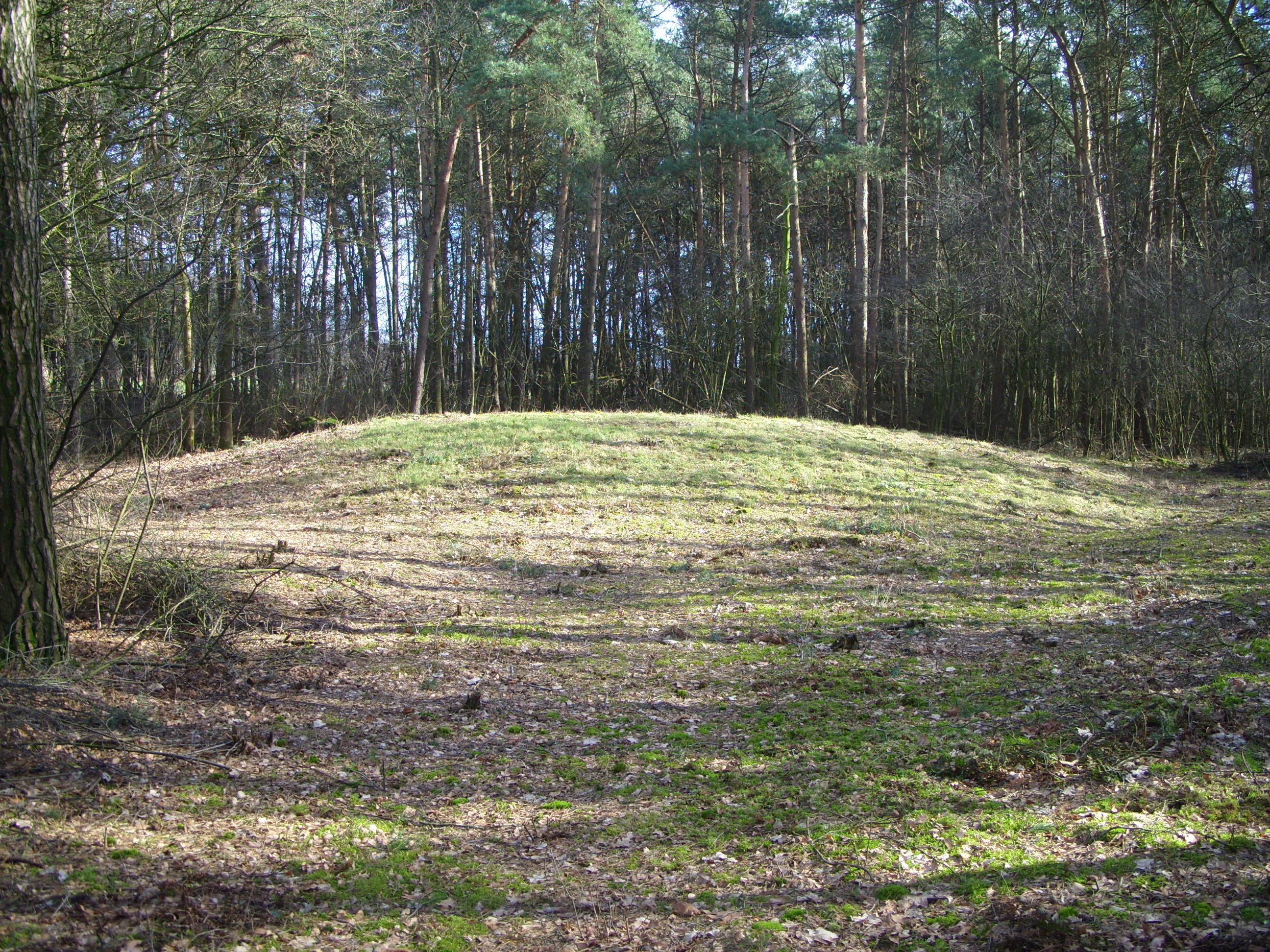
Відновлений тумулус
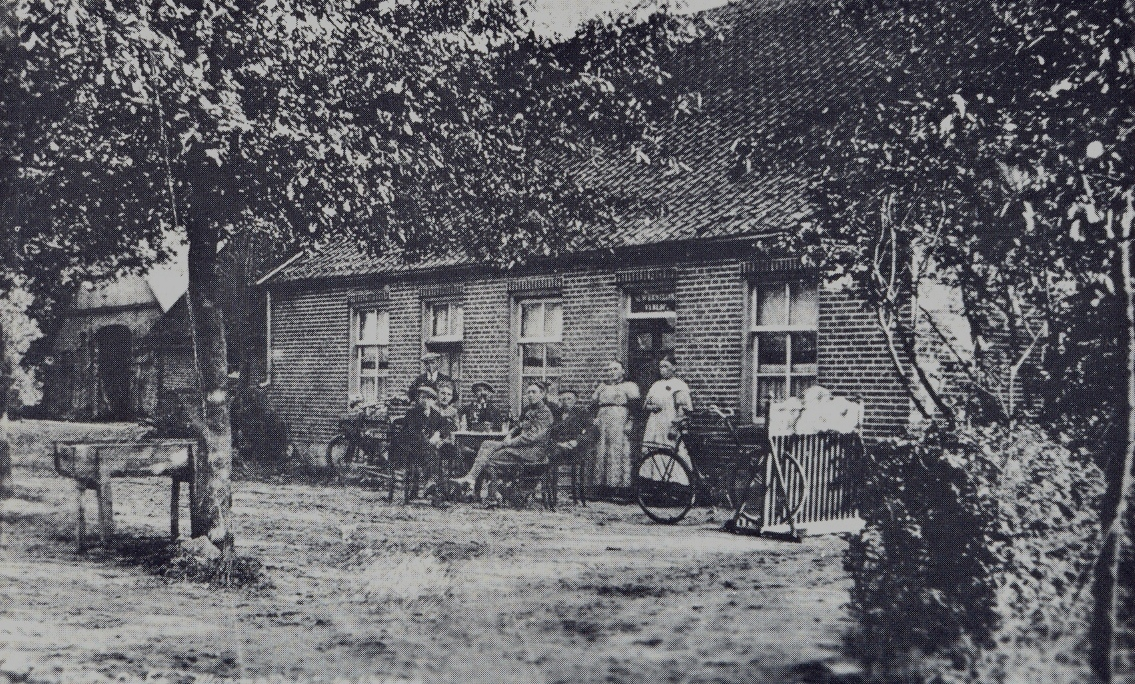
Паб у селі (прибл. 1915)